# Spencer Hawes
Spencer Mason Hawes (Seattle, 28 aprile 1988) è un ex cestista statunitense, professionista nella NBA. È il nipote di Steve Hawes.

## NBA

### Sacramento Kings

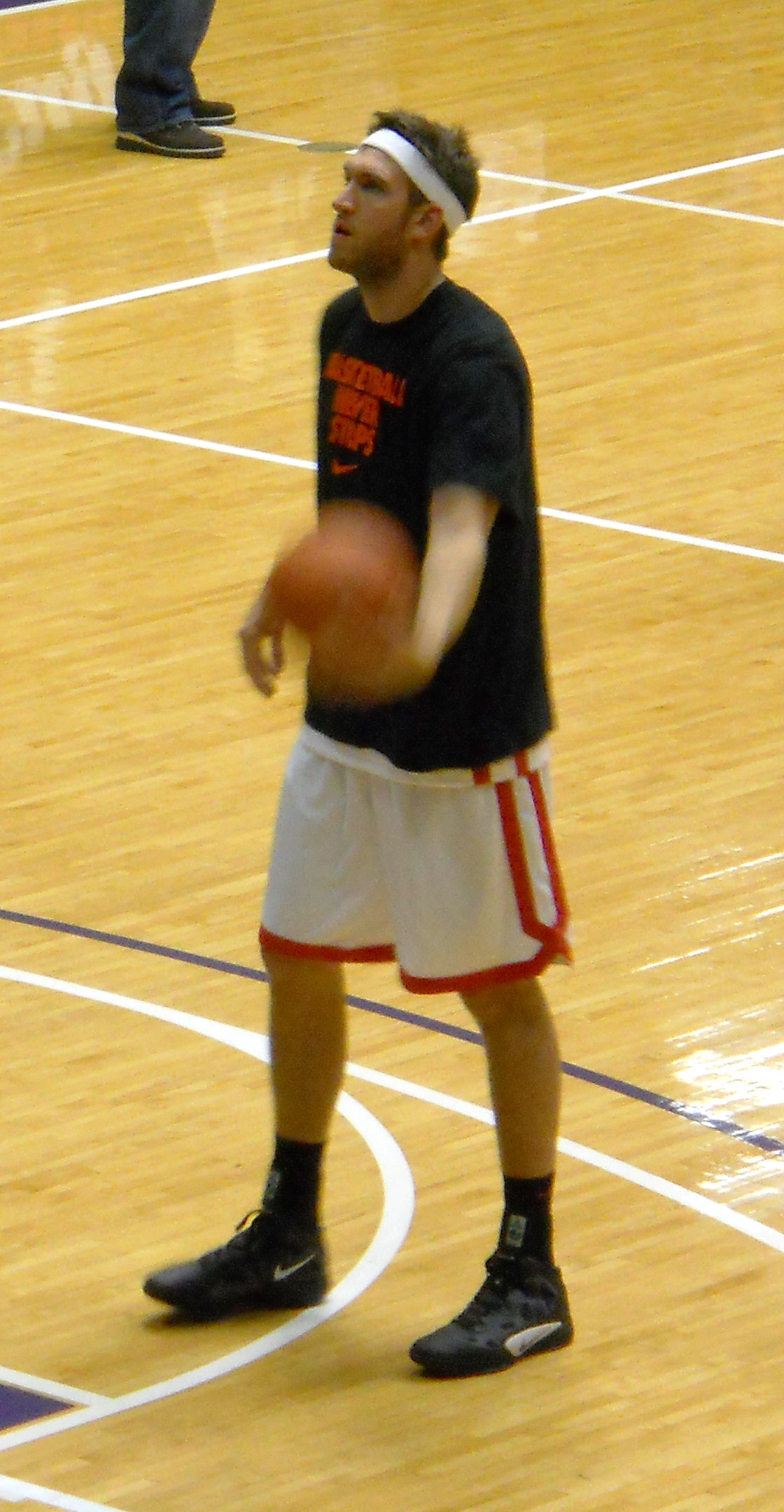
Spencer Hawes

Hawes è stato scelto dai Sacramento Kings come decima scelta assoluta del Draft NBA 2007. Nella stagione 2007-08 disputa 71 partite ma partendo titolare solamente 8 volte, conclude la stagione disputando 931 minuti con una media di 4,7 punti a partita.
La stagione 2008-09, dopo la partenza di Brad Miller che passa ai Chicago Bulls, aumenta il numero di presenza a 77, di cui 51 partendo dall'inizio ma saltando le ultime due partite a causa di un infortunio rimediato contro i Denver Nuggets. Questo è il suo anno migliore, infatti terminò la stagione con 11,4 punti, 1,9 assist e 7,1 rimbalzi a partita in 2259 minuti.
Nella terza ed ultima stagione a Sacramento disputa 72 partite di cui 59 da titolare, facendo registrare la sua miglior prestazione in termini di punti realizzati il 1º gennaio 2010 nella gara contro i Los Angeles Lakers realizzando 30 punti. A fine anno fa registrare 10 punti, 2,2 assist e 6,1 rimbalzi a partita in 1904 minuti.

### Philadelphia 76ers
Il 17 giugno 2010 viene ceduto ai Philadelphia 76ers assieme ad Andrés Nocioni per il centro Samuel Dalembert. Nella sua prima stagione a Philadelphia gioca 81 partite partendo sempre titolare e chiude la stagione con 9,6 punti, 2,6 assist e 7,3 rimbalzi in 1718 minuti.
Nella stagione 2011-12 disputa solamente 37 partite partendo titolare per 29 volte, chiude la regular season con una media a partita di 9,6 punti, 2,6 assist e 7,3 rimbalzi. Ai play-off disputa 13 partite partendo titolare per 12 volte e mantenendo una media di 9,3 punti, 1,6 assist, 6,6 rimbalzia a partita.

### Cleveland Cavaliers
Il 20 febbraio 2014 (ultimo giorno utile per le trades) viene acquisito dai Cleveland Cavaliers in cambio di Earl Clark, Henry Sims e due scelte al 2º giro del Draft 2014.

### Los Angeles Clippers
Il 4 luglio 2014 firmò un contratto quadriennale da 23 milioni di dollari con i Los Angeles Clippers.

### Charlotte Hornets
Il 15 giugno 2015 venne scambiato, insieme a Matt Barnes, agli Charlotte Hornets, che mandarono a Los Angeles Lance Stephenson.

### Milwaukee Bucks
Il 2 febbraio 2017 venne ceduto insieme ai Roy Hibbert ai Milwaukee Bucks nella trade che portò Miles Plumlee a giocare per gli Charlotte Hornets.

## Statistiche

### College
| Anno      | Squadra            | PG | PT | MP   | TC%  | 3P%  | TL%  | RP  | AP  | PRP | SP  | PP   |
| --------- | ------------------ | -- | -- | ---- | ---- | ---- | ---- | --- | --- | --- | --- | ---- |
| 2006-2007 | Washington Huskies | 31 | 24 | 28,9 | 53,2 | 33,3 | 75,5 | 6,4 | 1,9 | 0,5 | 1,7 | 14,9 |
| Carriera  | Carriera           | 31 | 24 | 28,9 | 53,2 | 33,3 | 75,5 | 6,4 | 1,9 | 0,5 | 1,7 | 14,9 |

### NBA

#### Regular Season
| Anno      | Squadra             | PG  | PT  | MP   | TC%  | 3P%  | TL%  | RP  | AP  | PRP | SP  | PP   |
| --------- | ------------------- | --- | --- | ---- | ---- | ---- | ---- | --- | --- | --- | --- | ---- |
| 2007-2008 | Sacramento Kings    | 71  | 8   | 13,1 | 45,9 | 19,0 | 65,5 | 3,2 | 0,6 | 0,2 | 0,6 | 4,7  |
| 2008-2009 | Sacramento Kings    | 77  | 51  | 29,3 | 46,6 | 34,8 | 66,2 | 7,1 | 1,9 | 0,6 | 1,2 | 11,4 |
| 2009-2010 | Sacramento Kings    | 72  | 59  | 26,4 | 46,8 | 29,9 | 68,9 | 6,1 | 2,2 | 0,4 | 1,2 | 10,0 |
| 2010-2011 | Philadelphia 76ers  | 81  | 81  | 21,2 | 46,5 | 24,3 | 53,4 | 5,7 | 1,5 | 0,4 | 0,9 | 7,2  |
| 2011-2012 | Philadelphia 76ers  | 37  | 29  | 24,9 | 48,9 | 25,0 | 72,7 | 7,3 | 2,6 | 0,4 | 1,3 | 9,6  |
| 2012-2013 | Philadelphia 76ers  | 82  | 40  | 27,2 | 46,4 | 35,6 | 77,7 | 7,2 | 2,2 | 0,3 | 1,4 | 11,0 |
| 2013-2014 | Philadelphia 76ers  | 53  | 53  | 31,4 | 45,1 | 39,9 | 78,2 | 8,5 | 3,3 | 0,6 | 1,3 | 13,0 |
| 2013-2014 | Cleveland Cavaliers | 27  | 25  | 29,8 | 46,8 | 44,8 | 78,4 | 7,7 | 2,4 | 0,5 | 1,0 | 13,5 |
| 2014-2015 | L.A. Clippers       | 73  | 15  | 17,5 | 39,3 | 31,3 | 64,7 | 3,5 | 1,2 | 0,3 | 0,7 | 5,8  |
| 2015-2016 | Charlotte Hornets   | 57  | 6   | 18,2 | 40,5 | 37,3 | 83,1 | 4,3 | 1,9 | 0,4 | 0,5 | 6,0  |
| 2016-2017 | Charlotte Hornets   | 35  | 1   | 17,9 | 47,7 | 29,1 | 88,2 | 4,2 | 1,8 | 0,4 | 0,7 | 7,3  |
| 2016-2017 | Milwaukee Bucks     | 19  | 0   | 9,0  | 50,8 | 34,6 | 77,8 | 2,4 | 1,0 | 0,1 | 0,2 | 4,4  |
| Carriera  | Carriera            | 684 | 368 | 22,7 | 45,7 | 35,0 | 71,6 | 5,7 | 1,9 | 0,4 | 1,0 | 8,7  |

#### Playoffs
| Anno     | Squadra            | PG | PT | MP   | TC%  | 3P%  | TL%  | RP  | AP  | PRP | SP  | PP  |
| -------- | ------------------ | -- | -- | ---- | ---- | ---- | ---- | --- | --- | --- | --- | --- |
| 2011     | Philadelphia 76ers | 5  | 5  | 19,6 | 36,4 | 0,0  | 50,0 | 3,8 | 1,8 | 0,0 | 0,4 | 5,2 |
| 2012     | Philadelphia 76ers | 13 | 12 | 25,5 | 46,3 | 40,0 | 73,1 | 6,6 | 1,6 | 0,3 | 0,8 | 9,3 |
| 2015     | L.A. Clippers      | 8  | 0  | 7,1  | 52,9 | 50,0 | 100  | 1,6 | 0,6 | 0,3 | 0,4 | 2,9 |
| 2016     | Charlotte Hornets  | 5  | 0  | 10,6 | 46,2 | 25,0 | 83,3 | 3,2 | 0,6 | 0,2 | 0,4 | 3,6 |
| 2017     | Milwaukee Bucks    | 3  | 0  | 5,7  | 40,0 | 50,0 | -    | 1,3 | 0,3 | 0,0 | 0,3 | 1,7 |
| Carriera | Carriera           | 34 | 17 | 16,4 | 44,9 | 38,9 | 73,7 | 4,1 | 1,1 | 0,2 | 0,6 | 5,7 |

## Palmarès
- McDonald's All-American Game (2006)